# Aquamen
Aquamen (Tanked) est une émission de télévision américaine diffusée depuis le 7 août 2011 sur Animal Planet et en Europe sur Discovery Channel, et en France elle est diffusée sur Discovery Channel et sur 6ter

## Synopsis
L'émission suit Brett Raymer et Wayde King, propriétaires de l'Acrylic Tank Manufacturing, entreprise de conception d'aquariums personnalisés et sur mesure, lors de la réalisation de divers projets au travers des États-Unis, notamment pour des célébrités comme Shaquille O'Neal, David Hasselhoff, Gene Simmons, Paul Stanley, etc.,,,,,,,

## Épisodes
| Season | Season | Épisodes | Date de diffusion originale | Date de diffusion originale |
| Season | Season | Épisodes | Début                       | Fin                         |
| ------ | ------ | -------- | --------------------------- | --------------------------- |
|        | 1      | 6        | 7 août 2011                 | 16 septembre 2011           |
|        | 2      | 8        | 14 avril 2012               | 9 juin 2012                 |
|        | 3      | 7        | 11 août 2012                | 17 novembre 2012            |
|        | 4      | 11       | 22 mars 2013                | 7 juin 2013                 |
|        | 5      | 6        | 2 août 2013                 | 13 septembre 2013           |
|        | 6      | 6        | 1er novembre 2013           | 12 décembre 2013            |
|        | 7      | 11       | 7 mars 2014                 | 16 mai 2014                 |
|        | 8      | 13       | 19 septembre 2014           | 16 janvier 2015             |
|        | 9      | 16       | 29 mai 2015                 | 1er janvier 2016            |
|        | 10     | 10       | 14 avril 2016               | 1er juillet 2016            |
|        | 11     | 11       | 22 septembre 2016           | 18 novembre 2016            |
|        | 12     | 13       | 24 avril 2017               | 29 juin 2017                |

### Première saison (2011)
1. Brett pique une tête (Brett Takes a Dive)
2. Nager avec les requins (Swimming with the Sharks)
3. Les Règles de l'engagement (Rules of Engagement)
4. Rester cool (Be Cool)
5. Bon Karma (Good Karma)
6. Les Ficelles du métier (Tricks of the Trade)

### Deuxième saison (2012)
1. Comme un poisson hors de l'eau (Fish Out of Water)
2. Tradition vs. modernité (Old School vs. New School)
3. Totale sérénité (Serenity Now)
4. En route (Roll With It)
5. Souvenirs, Souvenirs (Tanks for the Memories) (épisode spécial)
6. Diamétralement opposés (Polar Opposites)
7. Aquariums : Le Défi (Most Challenging Tanks) (épisode spécial)
8. Rock' n' Roll ! (Where the Wild Things Are)

### Troisième saison (2012)
1. Il nous faudra un plus gros aquarium (We're Gonna Need a Bigger Tank) avec Tracy Morgan
2. Pour l'amour du jeu... ou de l'argent ? (For Love of the Game...Or Money?)
3. Voler haut et sombrer dans les profondeurs (Flying High and Sinking Deep)
4. Famille nucléaire (Nuclear Family)
5. L'amour est une illusion (Love is an Illusion) avec Neil Patrick Harris
6. C'est reparti (On the Road Again)
7. Un zeste de Midwest (Midwest Zest)

### Quatrième saison (2013)
1. Canulars et nectars (Pranks and Dranks!)
2. Apprendre à aimer ou aimer apprendre (Learn to Love or Love to Learn)
3. Chouette sarcophage (Groovy Sarcophagus, Man)
4. Coup de chapeau aux Devils (Tip of the Hat to the Devils)
5. Le jeu de la bouteille (Spin the Bottles)
6. Guide de remise en forme (A Guide Light to Fitness)
7. Nigiri et NBA (Nigiri and the NBA)
8. Beignets en fermentation (Fermenting Donuts)
9. Une bonne dose d'ATM (A Healthy Dose of ATM)
10. Terrain de camping jurassique (Jurassic Campground)
11. Popcorn en haute mer (Popcorn on the High Seas)

### Cinquième saison (2013)
1. Bons souvenirs (Sweet Memories)
2. C'est le docteur qui l'a dit (Just What the Doctor Ordered)
3. Rire est le meilleur remède (Smiling is the Best Medicine)
4. Tout baigne chez les célébrités (Lifestyles of the Fish & Famous) (épisode spécial)
5. L'employé du mois (Brace Yourself for Employee of the Month)
6. Au creux d'un arbre (Tricks and Trees)

### Sixième saison (2013)
1. Éruption rock 'n' roll (Rock 'n Roll Eruption!)
2. Les as de la vente (Legal Vending Machine)
3. Tracy et sa pieuvre (Tracy and his Octopus)
4. Les demandes les plus folles (Crazy Client Requests) (épisode spécial)
5. Rien n'est trop beau pour Betty White (Betty White's Got an App for That)
6. Spécial vacances (Tanked for the Holidays)

### Septième saison (2014)
1. La bonne conduite des affaires (Driving New Business)
2. Aquariums pour champions (NASCAR and Baseball Champions Tanks)
3. Aquarium à robinet (Tanks on Tap)
4. Prends ça ! (Tank This) (épisode spécial)
5. Allô, à l'eau ? (Give a Dog a Phone)
6. Un barbecue qui surfe sur la vague (Hang Ten Barbeque)
7. Favoritisme (Playing Favorites) (épisode spécial)
8. Dîner avec les poissons (Dining With the Fishes)
9. Faire l'histoire (Making History)
10. Buffet de requins ! (Shark Buffet)
11. Le vent en poupe (The Winds of Trade)

### Huitième saison (2014-2015)
1. Taillé pour Shaq (SHAQ-SIZED)
2. Pete Rose, comme un champion dans l'eau (Pete Rose Scores a Tank)
3. Communication avec l'eau-delà (Channeling the Long Island Medium)
4. Donjon et poissons (Medievil Protection)
5. Barbe Rose (The Pirate Queen)
6. À pleins tubes (Pipe Dreams)
7. Un chat-cré aquarium (The Purr-fect Tank)
8. Du poisson à foison (Fish-a-Palooza)
9. C'est mageek ! (Saved by the Spell)
10. L'aquarium de Wilmer (Wilmer Valderrana)
11. Un aquarium ou rien (Tank You Come Again!)
12. Un aquarium pour Noël (Tanked Again for the Holidays)
13. Un aquarium alambiqué (When the Moon(shine) Hits Your Eye)

### Neuvième saison (2015)
1. Howie Mandel l'Indécis   (Howie Mandel is the Brains Behind ATM)
2. L'aquarium rampant de Dwight Howard (Dwight Howard's Slithering Slam Dunk)
3. L'aquarium de Gabriel Iglesias (Gabriel Iglesias' Fluffy Tank)
4. L'aquarium bestial de Marshawn Lynch (Marshawn Lynch Goes Beast Mode)
5. Titre inconnu (Jeff Dunham's Tank for Dummies)
6. L'aquarium de David Hasselhoff (Hoff the Charts)
7. Spécial Penn & Teller (Penn & Teller Monkey Magic)
8. L'aquarium de Sherri Shepherd (Sherri Shepherd on the Rocks)
9. L'aquarium de Bill Engvall (Bill Engvall: Here's Your Tank!)
10. L'aquarium de DJ Ashba (Tanks and Roses)
11. Les Boyz II Men et la pieuvre (Boyz II Men to ATM)
12. La NBA lance les dés (NBA Wizardry)
13. La radiocassette de Jimmy Butler (Chicago Bull Boom Box)
14. L'aquarium de Shaq (Shaq-A-Tank!)
15. Folie festive (Holiday Madness)
16. Titre inconnu (Flashback to the First)

### Dixième saison (2016)
1. Le centième épisode   (100 Episodes Strong)
2. Johnny Damon attend l'inattendu (Johnny Damon is Expecting the Unexpected)
3. Les caprices de Nick Carter (Nick Carter Wants His Tank That Way)
4. Prince Fielder (Prince Fielder's Big Hit)
5. 2 chainz, 1 aquarium (2 Chainz, 1 Tank)
6. L'aquarium royal de Prince Royce (Prince Royce's Royal Tank)
7. L'aquarium imaginaire (Imaginarium Aquarium)
8. Le relooking du Bellagio (Bellagio Makeover)
9. L'aquarium des fêtards (Party Rockin' Tank)
10. L'aquarium connecté (Internet Tank Sensation)

### Onzième saison (2016)
1. Hip Hop Aqua (Fish Flop Hip Hop) avec Akon
2. Billets à l'eau (Fish City, Kid) avec Tyga
3. Real Aquarium de Beverly Hills (Real Aquariums of Beverly Hills) avec Erika Girardi
4. Le DJ des dragons (DJ of Dragons) avec Steve Aoki
5. Surprise pour la star de country (Country Superstar Surprise!) avec Jason Aldean
6. Aquariums et Nachos (Nacho Average Fish Tanks)
7. Aquarium olympique (Going for the Gold(fish)) avec Paul George
8. Le Défi de Miami (The Miami Heat is On!) avec Hassan Whiteside
9. On fait le plein (Thumbs Up!)
10. Titre inconnu (Tanks For the Help)
11. Spécial hôpital pour enfants (We Fish You a Merry Christmas) (épisode spécial)

### Douzième saison (2017)
1. Titre inconnu (My Tank From Hell Special: Not-So-Freshwater Tank)
2. Titre inconnu (Fish Out of Water Special)
3. Titre inconnu (My Tank From Hell Special: Nightmare Tanks)
4. Aquarium Spécial WWE (Tank of Jericho)
5. Un aquarium pour tortues (Kevin Smith's Tortally Awesome Tank)
6. Titre inconnu (Shark Byte)
7. Un aquarium de sorcière (Alyssa's Charmed Tank) avec Alyssa Milano
8. Un aquarium spécial DJ (Sweet Tank O' Mine)
9. Aquarium d'eau douce (Ty Dolla's Fresh Tank)
10. Un aquarium pour Panama City Beach (Panama City Beach Tank)
11. Le SOS de Wyclef (Wyclef's Tank Is Ready, or Not?)
12. L'aquarium à laver (Spin Cycle Spec-Tank-ular!)
13. Mission Etang : Wayde contre Brett (Extreme Pond Off! Wayde vs. Brett)

### Treizième saison (2017)
1. Titre inconnu (Antonio Brown's Touchdown Tank)
2. Titre inconnu (San Francisco Giants Tank)
3. Titre inconnu (Dwight Howard's Slamming Snake Tank)
4. Titre inconnu (Adrian Peterson's MVP Tank)
5. Titre inconnu (Shark Tank in The Shark Tank)
6. Titre inconnu (Sonoma Wine Tank)
7. Titre inconnu (Anthony Davis' High Brow Tank)
8. Titre inconnu (The Tank of Atlantis)
9. Titre inconnu (This Tank is Ludacris !)
10. Titre inconnu (Napping with the Fishes)

### Quatorzième saison (2018)
1. Titre inconnu (Keyshia Cole's Dream Tank)
2. Titre inconnu (Brett's Donut Mania Tank)
3. Titre inconnu (Triple Tank Throwdown !)
4. Titre inconnu (Fernando Vargas's Knockout Tank)
5. Titre inconnu (Howie Mandel's Surprise Tank)
6. Titre inconnu (Gangster Tank)
7. Titre inconnu (The Amazing Piano Tank)
8. Titre inconnu (The Tank of Atlantis)
9. Titre inconnu (The Fast and The Fishiest)
10. Titre inconnu (Kurt Busch's TANK-A-DEGA 500)

### Quinzième saison (2018)
1. Titre inconnu (The Wonderful Dr. Oz Tank)
2. Titre inconnu (Wildfire Rescue Tribute Tank)
3. Titre inconnu (Demarcus Cousins and a Snake Tank)
4. Titre inconnu (Urijah Faber's Ultimate Fish Tank)
5. Titre inconnu (All in The Ocean)
6. Titre inconnu (Clay Matthews' Green Bay Eel Tank)
7. Titre inconnu (Healing Garden Waterfall)
8. Titre inconnu (A Merry Fishy Christmas)
9. Titre inconnu (Tracy Morgans Giant Shark Tank Under Construction)
10. Titre inconnu (Tracy Morgan's Giant Shark Tank Revealed!)